# Канто
Канто (јап. 関東地方; Kantō-chihō) је географско подручје Хоншуа, највећег острва Јапана. Према попису из 2010, у овом подручју је живело 42.607.376 становника што обухвата приближно једну трећину укупног становништва Јапана.